# Simone (roman)
Pour les articles homonymes, voir Simone.
Simone (titre original : Simone) est un roman historique de Lion Feuchtwanger paru en 1943.

## Résumé
Il s'agit d'un roman relatant la tragédie d'une Française de quinze ans qui veut faire un acte de résistance lors de l'arrivée des troupes d'occupation allemandes pendant la Seconde Guerre mondiale. Son père possède une grande entreprise de transport et envisage de la mettre au service de l'occupant pour ne pas laisser la concurrence prendre le dessus. Simone met le feu aux camions et fait sauter le stock d'essence. Elle n'est cependant pas reconnue comme résistante mais déclarée comme folle et internée dans un asile psychiatrique.